# Elba Esther Gordillo

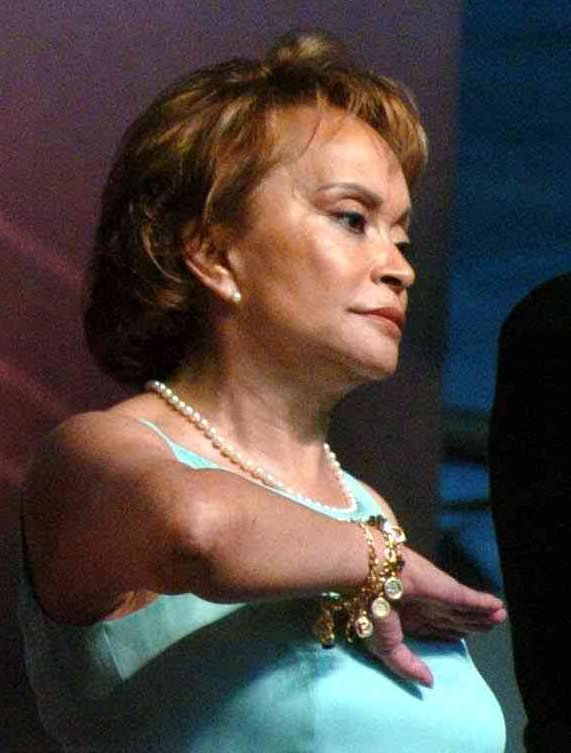
Elba Esther Gordillo Morales

Elba Esther Gordillo Morales (Comitán, 6 februari 1945) is een Mexicaans politica en vakbondsbestuurder. Als voorzitster-voor-het-leven van de onderwijsvakbond Nationale Vakbond voor Arbeiders in het Onderwijs (SNTE) werd zij een van de machtigste en meest omstreden politici van het land. Gordillo staat in Mexico ook wel bekend als La Maestra (De Juf). In 2013 werd ze gearresteerd op verdenking van witwassen. Ook werd ze beschuldigd van georganiseerde misdaad. Ze heeft enige tijd gevangen gezeten tot ze in 2018 vrijgesproken werd wegens gebrek aan bewijs.

## Politieke carrière
Gordillo sloot zich in 1960 aan bij de SNTE en werd in 1972 lid van de destijds oppermachtige Institutioneel Revolutionaire Partij (PRI). Gordillo was lange tijd de naaste medewerkster van SNTE-voorzitter Carlos Jonguitud Barrios. Na een machtsstrijd in de jaren 80 werd in 1989 Jonguitud afgezet door president Carlos Salinas en Gordillo werd aangewezen als secretaris-generaal. In deze tijd werden dissidente leraren vermoord in vooral het zuiden van Mexico, waar Gordillo wel van is beschuldigd. Van 1985 tot 1988 had Gordillo voor de PRI zitting in de Kamer van Afgevaardigden en van 1997 tot 2000 in de Kamer van Senatoren.
Gordillo verbond zich politiek met Roberto Madrazo, en Madrazo en Gordillo slaagden er in 2002 in respectievelijk voorzitter en secretaris-generaal van de PRI te worden. In 2003 werd Gordillo opnieuw in de Kamer van Afgevaardigden gekozen en werd ze fractievoorzitter, maar werd een jaar later na een ruzie met Madrazo met een krappe meerderheid van die post weggestemd. Hoewel verwacht werd dat Madrazo Gordillo als opvolger zou steunen, steunde deze Mariano Palacios Alcocer als partijvoorzitter. Bij de presidentsverkiezingen van 2006 weigerde Gordillo Madrazo te steunen en sprak in plaats daarvan haar voorkeur uit voor Felipe Calderón. Op 16 maart 2006 werd Gordillo met enkele volgelingen uit de PRI gezet. Gordillo wordt sindsdien geassocieerd met de Nieuwe Alliantie (PANAL) die in 2005 door de SNTE is opgericht, en diens opvolger Redes Sociales Progresistas (RSP), opgericht in 2019. Zij riep de meer dan een miljoen leden van de SNTE in 2006 op voor het presidentschap op Calderón te stemmen en voor de congresverkiezingen op de kandidaten PANAL.

## Arrestatie en vrijlating
Gordillo gold als een van de machtigste vrouwen in Latijns-Amerika maar is bijzonder omstreden. Zij staat bekend als een typische cacique: iemand die een machtspositie weet in te nemen door naar boven goede banden te onderhouden met de nationale machthebbers en naar beneden zich te bedienen een cliëntelistisch netwerk van aanhangers. In 2007 stemden de SNTE ermee in haar tot voorzitter voor het leven te benoemen en kende haar tevens het recht toe afdelingsleiders aan te wijzen en af te zetten. Ze werd afgezet als voorzitter in 2013 toen ze werd gearresteerd op verdenking van witwassen. Volgens het tijdschrift The Economist heeft zij door malversaties een fortuin van US$ 70 miljoen weten te vergaren. In 2018 werd Gordillo vrijgesproken wegens gebrek aan bewijs.
Gordillo's dochter Mónica Arriola Gordillo zat voor de PANAL in de Kamer van Afgevaardigden.